# Officine Fratelli Zambelli
Officine Fratelli Zambelli war ein italienischer Hersteller von Automobilen.

## Unternehmensgeschichte
Die Brüder Zambelli gründeten 1914 in Piacenza das Unternehmen zur Produktion von Automobilen. Der Markenname lautete Zeta. 1915 endete die Produktion kriegsbedingt.

## Fahrzeuge
Das Unternehmen stellte zwei verschiedene Modelle her, die beide mit einem Vierzylinder-Monoblockmotor mit seitlichen Ventilen ausgestattet waren. Dies waren der 1 und der 2. Im kleineren Modell kam ein Motor mit 1131 cm³ Hubraum zum Einsatz. Das größere Modell wurde von einem Motor mit 1723 cm³ Hubraum angetrieben. Zur Wahl standen Getriebe mit drei und mit vier Gängen.